# Turbinectomia
 Turbinectomia  (en el llenguatge popular "cremar el carnots") és l'eliminació de tots o alguns dels cornets del nas juntament amb les membranes mucoses. S'ha utilitzat per a alleujar l'obstrucció nasal, però els efectes secundaris inclouen l'eliminació dels nervis que informen sobre el pas de l'aire, fet que pot ser contraproduent en certs casos Pot donar lloc amb el temps a la síndrome de nas buit